# Oberstdorf
 Oberstdorf  este o comună-târg din districtul Oberallgäu, regiunea administrativă Schwaben, landul Bavaria, Germania.